# Franco de Vita en Primera fila
Franco de Vita en Primera fila es el tercer álbum en vivo del cantante venezolano Franco de Vita. Fue grabado el 19 y el 20 de enero de 2011, en los estudios Comtel de Miami, y lanzado el 31 de mayo de 2011.

## Antecedentes
Después de vender 25 millones de copias de sus discos y de componer para varios artistas, entre ellos Ricky Martin y Chayanne, Franco De Vita grabó En Primera Fila como parte de la serie de conciertos promovidos por el sello Sony Music titulados Primera fila, que tiene como concepto grabar actuaciones en vivo de artistas latinoamericanos ante una pequeña audiencia en un ambiente íntimo, similar a los MTV Unplugged. Sobre los temas de En Primera Fila y su elección, De Vita comentó: «Tuve que vendarme los ojos y decir 'haré un sacrificio', tratar de darles un aire diferente [...] vestirlas de otra manera. No quise cambiar la letra ni la melodía, pero sí la parte instrumental. Entonces había que hacerlo con pinzas porque no quería que la gente sintiera que le habían cambiado su canción». De Vita se convirtió en el cuarto artista en grabar en este formato, después de Vicente Fernández, Thalía y OV7. El disco es el tercer álbum en vivo de De Vita, después de En Vivo Marzo 16 (1992) y Mil y una historias en vivo (2006).

## Promoción

### Sencillos
El 7 de marzo de 2011 lanzó a la venta a través de descarga digital el primer sencillo del álbum titulado «Tan sólo tú» a dúo con la cantante mexicana Alejandra Guzmán. El tema alcanzó el tercer puesto del chart Billboard Latin Pop Songs y el puesto catorce del Billboard Hot Latin Songs. En México el sencillo alcanzó el cuarto puesto de los temas más escuchados en dicho país. El 28 de mayo de 2012 se lanzó el sencillo a dueto con la cantante Natalia Jiménez. El 19 de octubre de 2012 se lanzó el EP titulado Tan solo tú que contenía el tema a dueto con ambas cantantes.
El 8 de agosto de 2011 se lanzó el segundo sencillo del álbum «Si quieres decir adiós». El tema alcanzó el puesto veintiséis del chart Billboard Latin Pop Songs. 
El 8 de octubre de 2012 se lanzó el segundo sencillo del álbum, «Si tú no estás» a dúo con la cantante española Amaia Montero.

### Tour
El 9 de febrero de 2012, para promocionar el álbum, De Vita dio comienzo a su tour "Mira Más Allá Tour" en Guayaquil, Ecuador.

## Lista de canciones
- Edición estándar[4]

| En Primera fila |                                                        |                                |          |  |
| N.º             | Título                                                 | Escritor(es)                   | Duración |  |
| 1.              | «Dónde esta el amor»                                   | Franco De Vita                 | 5:47     |  |
| 2.              | «Louis»                                                | Franco De Vita                 | 4:43     |  |
| 3.              | «Fuera de este mundo»                                  | Franco De Vita                 | 4:35     |  |
| 4.              | «Si quieres decir adiós» (dueto con Debi Nova)         | Franco De Vita                 | 4:31     |  |
| 5.              | «Si tú no estas»                                       | Franco De Vita                 | 4:22     |  |
| 6.              | «No me lastimes»                                       | Franco De Vita                 | 4:07     |  |
| 7.              | «Cálido y frío» (dueto con Santiago Cruz)              | Franco De Vita                 | 3:34     |  |
| 8.              | «¿Tú de que vas?»                                      | Franco De Vita                 | 4:25     |  |
| 9.              | «Tan solo tú» (dueto con Alejandra Guzmán)             | Franco De Vita                 | 3:57     |  |
| 10.             | «Y te pienso»                                          | Franco De Vita                 | 3:36     |  |
| 11.             | «Mira más allá»                                        | David Cabrera / Franco De Vita | 3:35     |  |
| 12.             | «Si la ves» (dueto con Noel Schajris y Leonel García)  | Franco De Vita                 | 4:14     |  |
| 13.             | «Un buen perdedor»                                     | Franco De Vita                 | 3:54     |  |
| 14.             | «Aquí estas otra vez»                                  | Franco De Vita                 | 3:21     |  |
| 15.             | «No se olvida» (dueto con Soledad Pastorutti)          | Franco De Vita                 | 4:06     |  |
| 16.             | «Te amo»                                               | Franco De Vita                 | 3:38     |  |
| 17.             | «Te veo venir soledad» (dueto con Gilberto Santa Rosa) | Franco De Vita                 | 7:15     |  |
| 18.             | «No basta»                                             | Franco De Vita                 | 5:56     |  |
| 79:36           |                                                        |                                |          |  |

- Edición extendida[16]

| En Primera fila y más: CD2 |                                            |          |  |
| N.º                        | Título                                     | Duración |  |
| 1.                         | «Si tú no estás» (dueto con Amaia Montero) | 4:25     |  |
| 2.                         | «Tan solo tú» (dueto con Natalia Jiménez)  | 3:56     |  |
| 3.                         | «Mi Sueño»                                 | 3:39     |  |
| 4.                         | «Mi Amigo Sebastián»                       | 3:51     |  |

| En Primera fila y más: DVD |                                                    |          |  |
| N.º                        | Título                                             | Duración |  |
| 1.                         | «Francamente» (Video documental)                   | 29:06    |  |
| 2.                         | «Mi sueño» (Video - Live At River Plate)           | 3:38     |  |
| 3.                         | «Mi amigo Sebastián» (Video)                       | 3:49     |  |
| 4.                         | «Si tú no estás» (dueto con Amaia Montero) (Video) | 4:24     |  |
| 5.                         | «Tan solo tú» (dueto con Natalia Jiménez) (Video)  | 3:56     |  |

## Charts y certificaciones

### Semanales
| País           | Chart     | Lista                 | Mejor posición |
| 2011           | 2011      | 2011                  | 2011           |
| -------------- | --------- | --------------------- | -------------- |
| México         | AMPROFON  | Mexican Albums Charts | 2              |
| Estados Unidos | Billboard | Latin Pop Albums      | 1              |
| Estados Unidos | Billboard | Top Latin Albums      | 3              |
| Estados Unidos | Billboard | Billboard 200         | 140            |

### Anuales
| País           | Chart     | Lista                 | Mejor posición |
| 2012           | 2012      | 2012                  | 2012           |
| -------------- | --------- | --------------------- | -------------- |
| Estados Unidos | Billboard | Latin Pop Albums      | 12             |
| Estados Unidos | Billboard | Top Latin Albums      | 33             |
| México         | AMPROFON  | Mexican Albums Charts | 9              |

### Certificaciones
| País           | Organismo certificador | Certificación    | Ventas certificadas | Ref.          |
| -------------- | ---------------------- | ---------------- | ------------------- | ------------- |
| México         | AMPROFON               | 2x Platino + Oro | 150 000             | [ 22 ] [ 23 ] |
| Argentina      | CAPIF                  | 2x Platino + Oro | 100 000             | [ 22 ]        |
| Estados Unidos | RIAA                   | Oro              | 50 000              | [ 24 ] [ 25 ] |

Disco de oro en Puerto Rico y Colombia
http://www.elnuevodia.com/entretenimiento/musica/nota/francodevitarecibediscodeoroenpuertorico-1067729/
https://twitter.com/mariairamirez/status/141976101697232896?lang=es
Cuádruple platino y Disco de Diamante en Venezuela
http://www.evenpro.com/noticia/2011/10/franco-de-vita-cuadruple-disco-de-platino-en-venezuela/
https://www.facebook.com/pg/SonyMusicVe/photos/?tab=album&album_id=286077614758823

## Créditos y personal

### Personal
Créditos por En Primera fila:
| - David Cabrera - Arreglos, compositor, coros, productor ejecutivo - Lina Cáceres - Viola - Isabel de Jesús - A&R - Franco De Vita - Arreglos, compositor, artista primario - Manuel Diquez - Arreglos, coros - Tony Escapa - Arreglos, batería - Jorge Fonseca - A&R - Paul Forat - A&R - Karina Iglesias - Coros - Phil McArthur - Arreglos - Jackie Méndez - Coros | - Debi Nova - Arreglos - Héctor Tovar - A&R - Elizabeth Vásquez - Chelo - Saul Vera - Bandola - Federico Vindver - Arreglos - Waldy D - Masterización |

## Historial de lanzamiento
- Edición estándar

| País           | Fecha               | Formato              | Discográfica |
| -------------- | ------------------- | -------------------- | ------------ |
|                | 30 de mayo de 2011  | CD, Descarga digital | Sony Music   |
| Estados Unidos | 21 de junio de 2011 | CD, Descarga digital | Sony Music   |

- Edición Deluxe

| País | Fecha                  | Formato              | Discográfica |
| ---- | ---------------------- | -------------------- | ------------ |
|      | 6 de noviembre de 2012 | CD, Descarga digital | Sony Music   |